# Wear Valley
Wear Valley – były dystrykt w hrabstwie Durham w Anglii. W 2001 roku dystrykt liczył 61 339 mieszkańców.

## Civil parishes
- Dene Valley, Edmondbyers, Hunstanworth, Stanhope, Tow Law, West Auckland, Witton-le-Wear, Wolsingham i Wolsingham Park Moor lands cmn to Stanhope, Tow Law and Wolsingham[2].